# Fissidens edamensis
Fissidens edamensis är en bladmossart som beskrevs av Fleischer 1904. Fissidens edamensis ingår i släktet fickmossor, och familjen Fissidentaceae. Inga underarter finns listade i Catalogue of Life.